# Hey!Mr.サンデー
『Hey!Mr.サンデー』（ヘイ ミスター・サンデー）は、宮根誠司と2Tの楽曲。

## 概要
- 宮根誠司が総合司会を務めるフジテレビ系『Mr.サンデー』の初期のエンディング曲である。2012年3月まで使用された。
- 宮根が作詞・作曲・歌唱を担当。2010年6月13日に、『Mr.サンデー』の直後に放送されている『新堂本兄弟』に宮根がゲスト出演してこの曲を披露した。しかし、曲タイトルを『Mr.サンデー』と間違って紹介された（『Mr.サンデー』という曲も存在し（歌唱はゴスペラーズ）、これは番組のテーマ曲でオープニング曲である）。
- 今日に至るまでCD化はされていない。